# Annales des Sciences Naturelles; Botanique
Annales des Sciences Naturelles; Botanique (abreviado Ann. Sci. Nat., Bot.) fue una revista ilustrada con descripciones botánicas que fue editada en Francia. Fueron publicados varias series desde 1834 hasta 1959. Fue precedida por Annales des sciences naturelles. Paris and Archives de botanique y sustituida por Annales des sciences naturelles. Botanique et biologie végétale.

## Publicación
- Serie n.º 2, vols. 1–20, 1834–43;
- Serie nº 3, vols. 1–20, 1844–53;
- Serie n.º 4, vols. 1–20, 1854–63;
- Serie n.º 5, vols. 1–20, 1864–74;
- Serie n.º 6, vols. 1–20, 1875–84;
- Serie n.º 7, vols. 1–20, 1885–94;
- Serie n.º 8, vols. 1–20, 1895–1904;
- Serie n.º 9, vols. 1–20, 1905–17;
- Serie n.º 10, vols. 1–?, 1919–?;
- Serie n.º 11, vols. 1–20, ?–1959.